# Idole de Peña Tú
43° 23′ 35″ N, 4° 41′ 21″ O

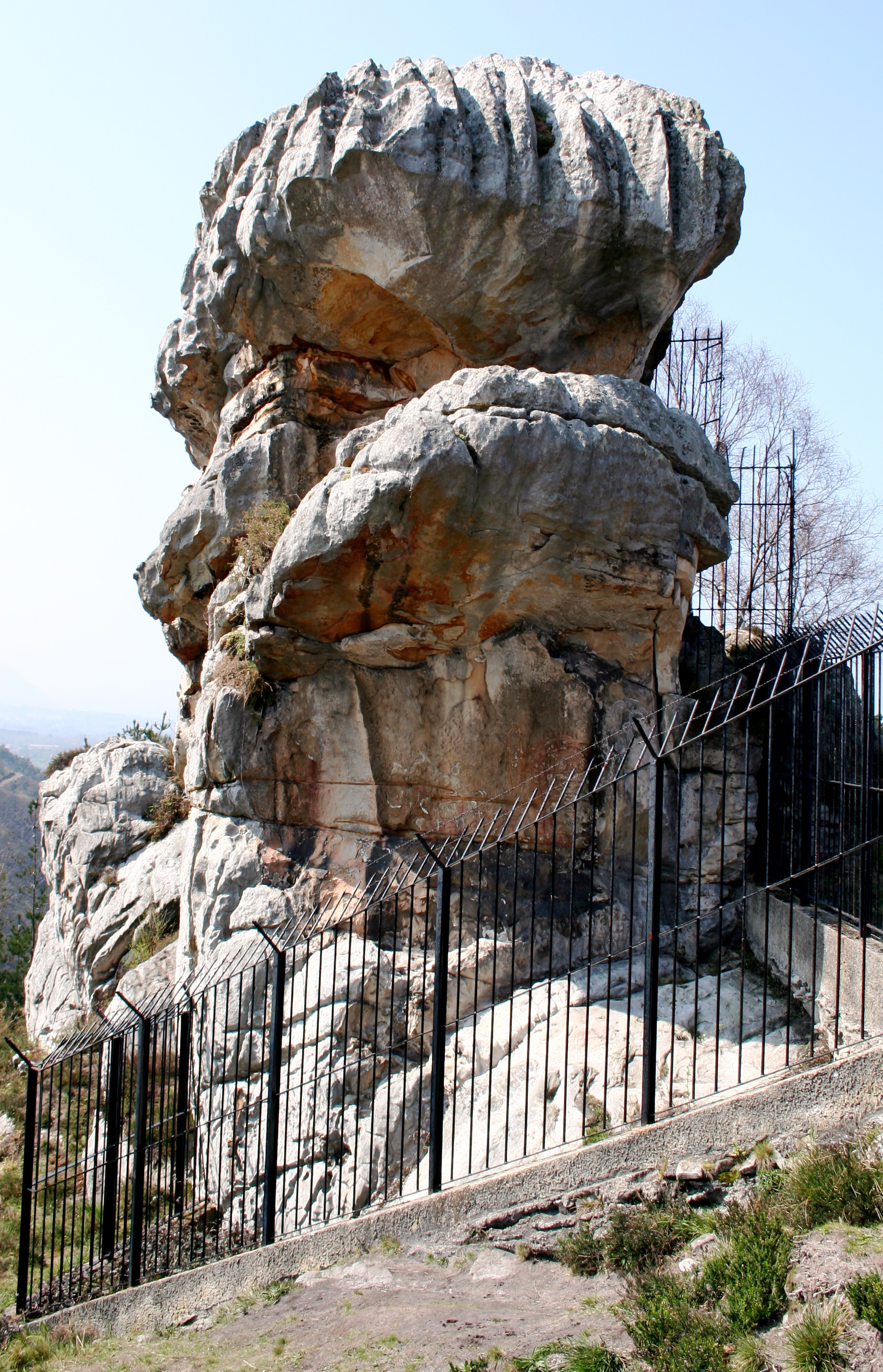
Le rocher de Peña Tú

Peña Tú est un site préhistorique situé dans la région des Asturies, en Espagne, dans la paroisse de Vidiago, sur la commune de Llanes.

## Histoire
À l'origine, le site est connu sous le nom de Peña del Gentil. Il prend son nom actuel à la suite de sa classification archéologique en 1914. Il est classé monument national en 1924.

## Description
Le site est composé d'un rocher en surplomb, orné de différentes décorations et peintures rupestres néolithiques, représentant notamment une figure humaine d'une hauteur d'1,10 m, surnommée « Idole de Peña Tú »,. Il s'agit peut-être d'un lieu de commémoration, qui serait associé à la sépulture d'une personnalité qui aurait vécu là il y a environ 4 000 ans, au début de l'Âge du bronze.
Des peintures et des gravures apparaissent dans le petit abri aménagé dans la partie inférieure du rocher. Celles-ci représentent des schématisations peintes, des séries de gravures piquetées et des anthropomorphes. Une plus grande gravure peinte représente l'idole de Peña Tú (visage humain entouré de larges motifs géométriques) et un poignard.

## Autres sites
Après la découverte de l'idole rupestre au début du XXe siècle, d'autres lieux d'intérêt archéologique ont été repérés aux alentours, dont plus de 50 tumulus, construits vers 3000 av. J.-C. et qui contiennent pour certains des chambres funéraires.

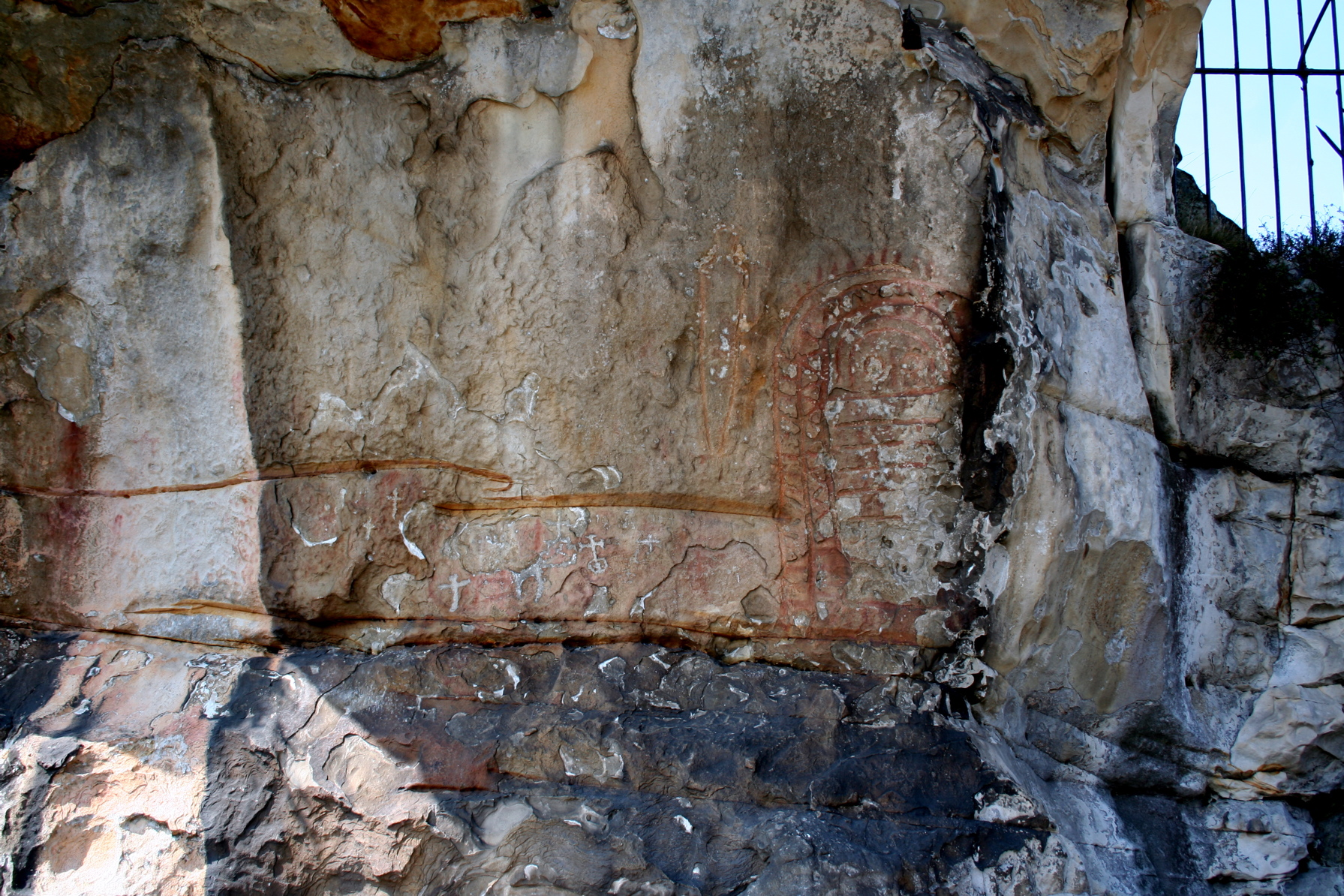
Quelques-unes des peintures rupestres visibles au pied du rocher
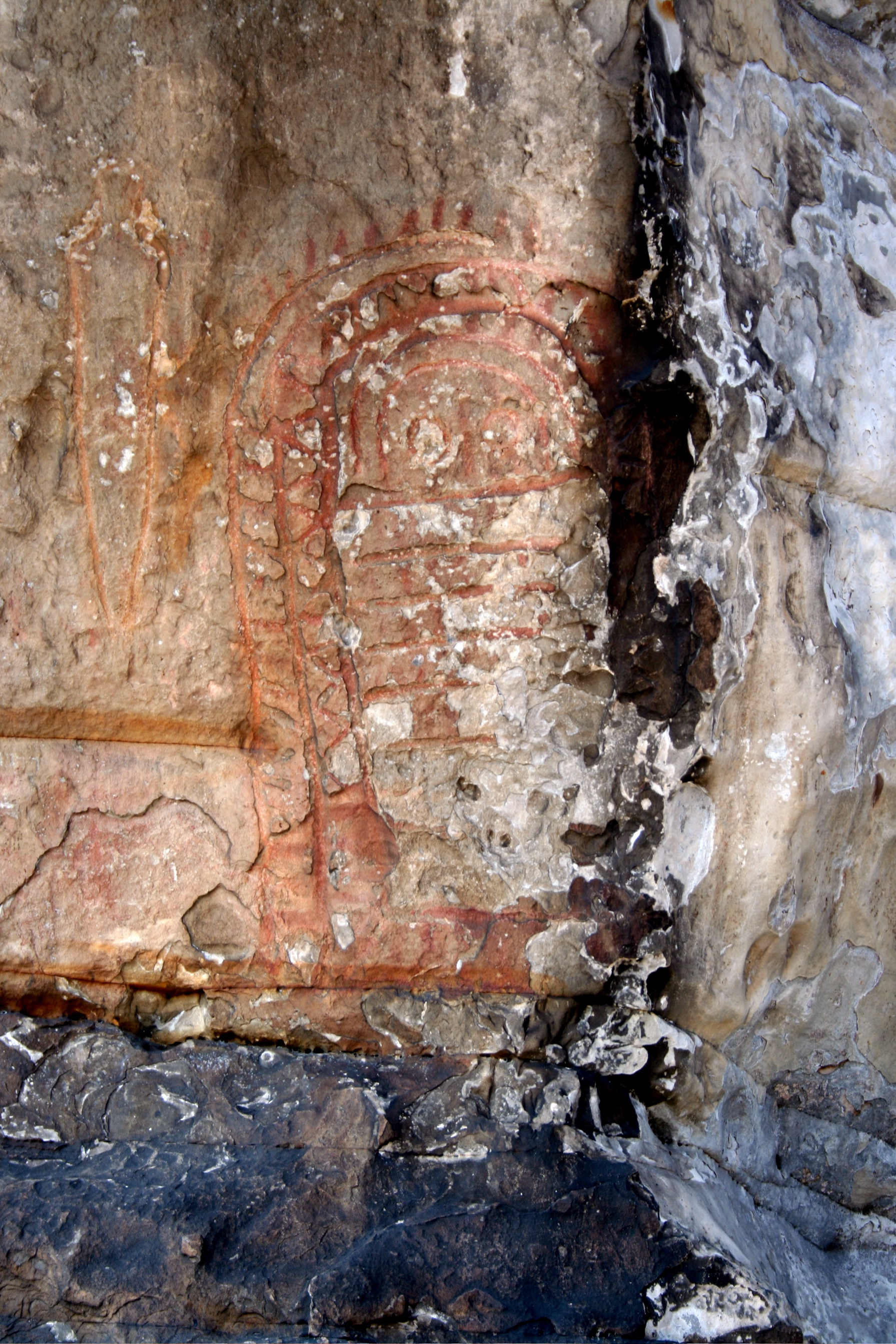
Détail de l'idole, avec à sa gauche un poignard pointé vers le bas

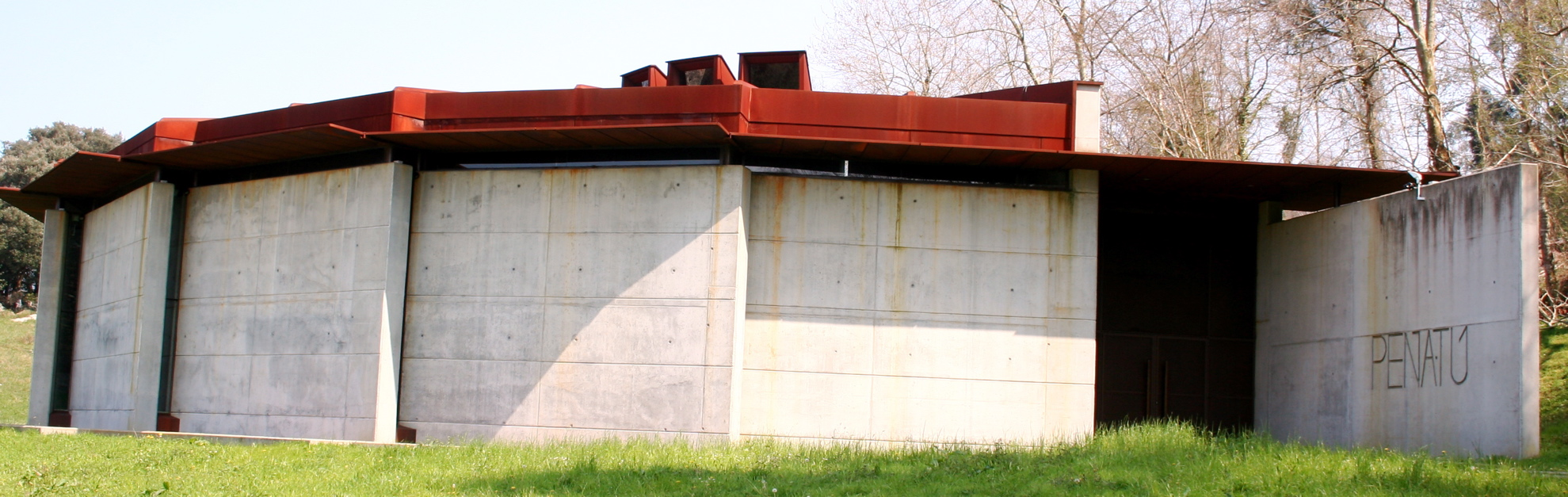
Centre d'accueil et d'interprétation du monument